# バスケットボールドイツ代表
バスケットボールドイツ代表（Germany national basketball team）は、ドイツバスケットボール連盟によって編成されるバスケットボールのナショナルチームである。
1990年のドイツ再統一に際して、ドイツ連邦共和国（西ドイツ）がドイツ民主共和国（東ドイツ）を編入した経緯があるため、西ドイツ代表の歴史、記録はドイツ代表のものに引き継がれる。逆に東ドイツの歴史、経歴は現在のドイツ代表とは別個に扱われるのが通例である。なお、東ドイツ代表に関してはバスケットボール東ドイツ代表の項目を参照されたい。ここでは第二次世界大戦後、東西に分かれて代表が編成される1952年から東西ドイツが再統一される1990年までの事項に関しては「西ドイツ代表」と呼称されていたものに相当する。

## 歴史
1936年、ベルリンオリンピックに開催国として出場した。
1951年、欧州選手権に初めて出場。
1972年、自国開催のミュンヘンオリンピックで2回目のオリンピック出場。
1984年、ロサンゼルスオリンピックに出場。世界選手権は1986年に初出場。
東西ドイツの再統一後は1992年バルセロナオリンピックに出場。
1993年欧州選手権で初優勝して1994年世界選手権に出場したが予選リーグを突破できず12位。
ダーク・ノヴィツキーを擁して出場した2002年世界選手権で3位となり、ノヴィツキーがMVPを受賞した。
2005年に欧州選手権で準優勝し、2006年の世界選手権では初戦で日本に苦しめられたものの、グループBをスペインに次ぐ2位で通過し、最終的にはベスト8になった。
2008年、世界最終予選を勝ち抜き、4大会ぶりに出場したオリンピック北京大会は予選リーグ1勝4敗で敗退した。
2019年FIBAバスケットボール・ワールドカップではデニス・シュルーダー、ダニエル・タイス、マキシ・クレバーらを擁したチーム編成で臨んだものの、ドミニカ共和国とフランスに敗れ1次ラウンド敗退に終わった。
2021年、オリンピック予選クロアチア・スプリト大会を勝ち抜き、3大会ぶりにオリンピック東京大会に出場。予選リーグを1勝2敗で突破し、準々決勝でスロベニアに敗れた。
2023年FIBAバスケットボール・ワールドカップでは出場7回目にして悲願の初優勝を達成した。

## 国際大会の成績
- 夏季オリンピック
  - 1936年 ― 15～21位
  - 1984年 ― 8位
  - 1992年 ― 7位
  - 2008年 ― 10位
  - 2021年 ― 8位
- 世界選手権
  - 1986年 ― 16位
  - 1994年 ― 12位
  - 2002年 ― 3位
  - 2006年 ― 8位
  - 2010年 ― 17位
  - 2019年 － 18位
  - 2023年 － 1位
- ユーロバスケット
  - 優勝：1993年
  - 準優勝：2005年
  - 3位：1971年

## 現在の代表選手
- 2024パリオリンピックメンバー
  - アイザック・ボンガ
  - オスカー・ダ・シウバ（英語版）
  - マオド・ロー
  - ニールス・ギファイ
  - ニック・ウェイラー・バブ（英語版）
  - ヨハネス・フォウクトマン
  - フランツ・ワグナー
  - ダニエル・タイス
  - モリッツ・ワグナー
  - デニス・シュルーダー
  - ヨハネス・ティーマン
  - アンドレアス・オブスト

## 主な歴代代表選手
- デトレフ・シュレンプ
- ダーク・ノヴィツキー
- クリス・ケイマン
- ショーン・ブラッドリー
- ポール・ジプサー
- アイザイア・ハーテンシュタイン
- ティボー・プライス
- イスメット・アクピナル
- ロビン・ベンツィング
- ダニーロ・バーテル
- アレックス・キング
- マイク・ジルベス
- マキシ・クレバー

## 歴代代表ヘッドコーチ
- クリス・フレミング（英語版）（2014-2017）
- ヘンリク・レードル（英語版）（2017-2020）
- ゴードン・エルベール（英語版） (2021-24)
- アレックス・ムンブル (2024- )